# Lagardelle-sur-Lèze
Lagardelle-sur-Lèze (em occitano:  La Gardèla de Lesa) é uma comuna francesa na região administrativa da Occitânia, no departamento do Alto Garona. Estende-se por uma área de 13.78 km², com 3.107 habitantes, segundo o censo de 2018, com uma densidade de 230 hab/km².